# NGC 369
NGC 369 (również PGC 3856) – galaktyka spiralna z poprzeczką (SBb), znajdująca się w gwiazdozbiorze Wieloryba. Odkrył ją Francis Leavenworth 9 października 1885 roku.